# 13 Tzameti
13 Tzameti és una pel·lícula de thriller en blanc i negre de 2005 escrita, produïda i dirigida pel cineasta de Geòrgia Géla Babluani. "Tzameti" (ცამეტი; tsameti) és la paraula en georgià per a tretze. 13 Tzameti és el debut com a director de llargmetratge de Babluani. També marca el debut com a actor del seu germà petit Georges, que interpreta el protagonista de la pel·lícula Sébastien. La música va ser composta per East (Arnaud Taillefer) de la banda francesa Troublemakers.
La pel·lícula explica la història d'un treballador immigrant desvalgut que roba un sobre que conté instruccions per a una feina misteriós que podria pagar una fortuna. Seguint les instruccions, el jove, sense voler-ho, queda atrapat en una situació fosca i perillosa

## Argument
La pel·lícula segueix Sébastien, de 22 anys, un georgià immigrant que viu a França i treballa en la construcció per mantenir la seva família pobra. Sébastien treballa a la casa de Godon, un dèbil addicte a la morfina que està sota vigilància policial. Després que Godon mor d'una sobredosi, la seva vídua informa a Sébastien que no pot pagar-li. Aleshores, Sébastien escolta la vídua parlant amb un dels amics de Godon, descrivint un misteriós "treball" que Godon havia assenyalat abans de la seva mort. El indigent Sébastien roba un sobre que conté les instruccions per a la feina. La policia comença a seguir en Sébastien mentre fa servir el bitllet de tren que hi ha al sobre.
La policia perd la pista de Sébastien mentre segueix les instruccions i és portat a una casa segura en un bosc. A la casa, un poderós criminal està organitzant un esdeveniment mortal de jocs d'atzar. Tot i que els contactes de Sébastien reconeixen immediatament que no és Godon i no té ni idea en què s'està ficant, l'obliguen a participar en el joc. Tretze homes identificats pel nombre s'han de sotmetre a una sèrie de jocs de la ruleta russa, disposant-se en cercle i apuntant el seu revòlver cap a l'home que tenen davant. Els espectadors aposten per qui sobreviurà. Sébastien, com a número 13, sobreviu a la primera ronda i dispara la seva arma només després d'haver estat amenaçat de mort. A la segona ronda, en la qual es col·loquen dues bales a cada arma, Sébastien sobreviu només perquè l'home darrere seu mor abans que pogués disparar. A la tercera ronda, amb tres bales a cada arma, Sebastien sobreviu juntament amb tres homes més.
Encara que creu que ha acabat, Sébastien és seleccionat per a l'últim joc de "duel" contra el número 6, un home cruel que és dirigit pel seu propi germà. Sébastien guanya el duel i sobreviu al joc. Recapta 850.000 euros dels guanys que li han fet els seus gestors i després fuig de casa. Tement per la seva vida, envia els diners a casa en un paquet abans que la policia el posi al dia. Li diu al detectiu que va ser rebutjat del joc i no va rebre diners, però li dona el número de matrícula d'un jugador especialment desagradable que hi assisteix. La policia el deixa anar, però el germà del número 6 el veu mentre puja a un tren. El germà dispara a Sébastien i li roba la cartera buida. Sébastien s'enfonsa en un seient mentre el tren comença a moure's.

## Repartiment
- George Babluani com a Sébastien
- Aurélien Recoing com a Jacky
- Pascal Bongard as com el mestre de cerimònies
- Fred Ulysse com Alain
- Nicolas Pignon com El Padrí
- Vania Vilers com el Sr. Schlondorff
- Philippe Passon com a Jean François Godon
- Olga Legrand com a Mme Godon
- Augustin Legrand com a José
- Jo Prestia com a Pierre Bléreau
- Joseph Malerba com a El comptable
- Urbain Cancelier com a controlador de tren

## Recepció
El 2023, la pel·lícula té una puntuació d'aprovació del 83% a Rotten Tomatoes, basada en 66 ressenyes amb una puntuació mitjana de 7 sobre 10. El consens dels crítics del lloc web diu: "Aquest mossegador d'ungles cruament minimalista d'un thriller augmenta la tensió i fa que l'audiència ho endevini."

## Premis
La pel·lícula va guanyar el premi del jurat de cinema mundial al 2006 Festival de Cinema de Sundance. També va guanyar dos premis a la 62a Mostra Internacional de Cinema de Venècia. i el premi a la millor banda sonora al XXXIX Festival Internacional de Cinema Fantàstic de Catalunya. També va guanyar el Premi del Cinema Europeu al descobriment europeu de l'any als 19ns Premis del Cinema Europeu. Georges Blaubani fou nominat al Millor actor revelació a la 32a cerimònia dels Premis César

## Remake
Es va fer un remake estatunidenc de la pel·lícula, però Babluani pretenia "canviar gran part de la història" per evitar simplement tornar a rodar la pel·lícula original. La pel·lícula és protagonitzada per Mickey Rourke, Ray Winstone, Jason Statham, Sam Riley i 50 Cent